# Johann Wilhelm von Hagen

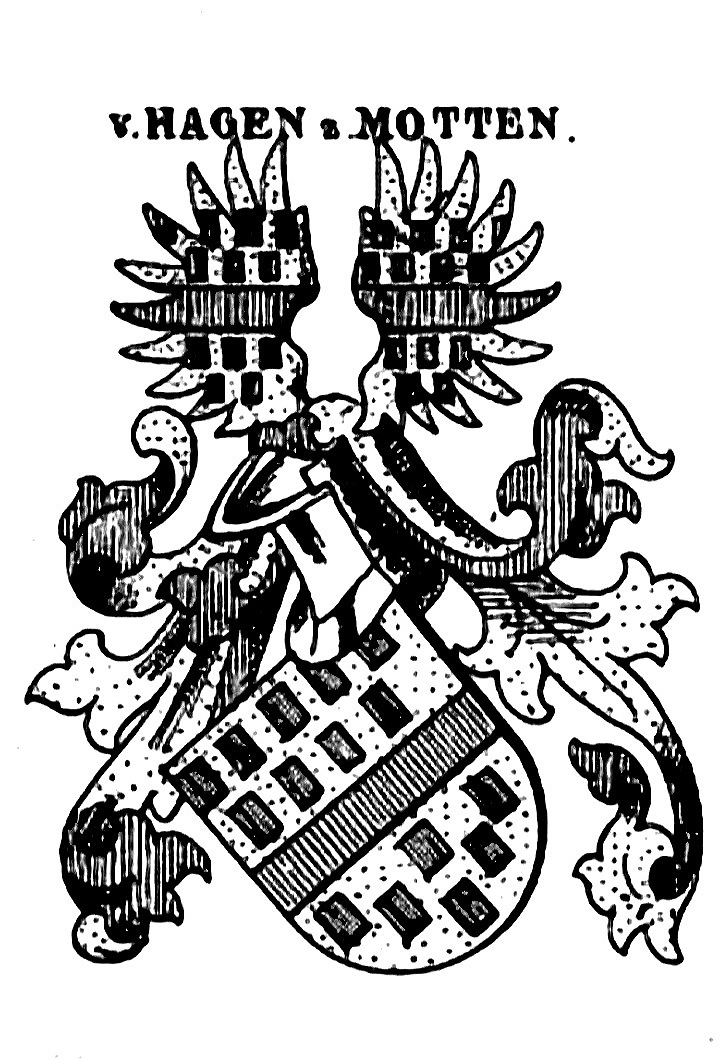
Familienwappen derer von Hagen zur Motten

Johann Wilhelm Ludwig Reichsfreiherr von Hagen zur Motten (* 1673 auf Schloss La Motte; † 12. Juni 1750 in Trier) war kurtrierischer Hofmeister und Kaiserlicher Reichshofrat.

## Leben

### Herkunft und Familie
Johann von Hagen entstammte dem Adelsgeschlecht Hagen zur Motten, das seinen Stammsitz seit 1300 auf dem Schloss La Motte hatte. Er war der Sohn des Freiherrn Johann Heinrich II. von Hagen zur Motten (1640/43–1716) und dessen Gemahlin Juliane Felicitas von Löwenstein-Randeck (1645/46–1714) und wuchs mit seinen fünf Brüdern, darunter Johann Hugo und Karl Emmerich († 1733, Domherr in Trier), sowie fünf Schwestern auf. 
Am 20. Juli 1706 heiratete er in Koblenz Maria Anna Charlotte Freiin von Eltz-Rotendorff (1684–1753), mit der er die Kinder Johann Hugo (1707–1791), Eugen Friedrich (1708–1758), Johann Sigismund (1710–1783), Karl Emmerich (1711–1779, Chorbischof in Trier), Anna Bernardine (1713–1797), Friedrich August (*/† 1714), Anna Maria Charlotte (1721–1811), Agnes Apollonia Elisabeth Antonia (1723–1815) und Johanna Juliana Franziska (1725–1738) hatte.

### Wirken
1702 wurde er zum kurtrierischen Hofmeister ernannt und fungierte von 1706 an als Amtmann zu Manderscheid. Er ließ das Barockschloss La Motte in den Jahren von 1709 bis 1711 neu erbauen. Dabei übernahm sein Bruder Johann Hugo I. die Bauleitung. 
Seine Ernennung zum Kaiserlichen Reichshofrat fiel in das Jahr 1710. 
1711 wurde er Wirklicher Geheimer Rat des polnischen Königs und des Kurfürsten von Sachsen. Im selben Jahr wurde er durch die Kurpfalz  mit dem Nalbacher Tal belehnt, das 1718 zur Reichsunmittelbarkeit aufstieg. 
Von Hagen wurde zum Oberhauptmann des thüringischen Kreises ernannt. 
Für den Erzbischof von Trier reiste er mit diplomatischem Auftrag nach Frankreich und nach Italien.
1719 wurde er durch Kurtrier mit den Dörfern Lebach, Michelbach, Bartenbach, Schloss zur Motten sowie Dorf und Feste Büschfeld belehnt. 
1750 fand er nach seinem Tod in der Liebfrauenkirche Trier seine letzte Ruhestätte.